# 鱼的汞污染

人类活动源（如煤炭燃烧和铁矿开采）可能会导致水源受到甲基汞的污染，而甲基汞能够被鱼类高效吸收。在食物链中，较小的鱼类和浮游生物会成为较大的捕食性鱼类（如金枪鱼和鲨鱼）的食物，汞的含量会通过生物放大作用在每个捕食阶段逐渐积累

鱼类体内的汞会对其食用者构成健康风险，尤其是对孕妇、哺乳期妇女和婴幼儿。鱼类和贝类会在体内积累汞，而这些汞通常会以高毒性的有机汞化合物——甲基汞的形式存在。汞具有生物积累性，意味着它会通过食物链传递到人类体内，进而导致人类出现汞中毒的现象。汞对自然生态系统和人类健康都非常危险，尤其是它的神经毒性会对人类的中枢神经系统造成损害。
在人类管理的鱼类生态系统中（人类这样做通常是为了满足市场需求而养殖特定的海鲜品种），汞通常通过鱼类摄入无法直接作为食物的物质，如小型浮游生物和水下沉积物，逐步在食物链中积累。
研究表明，鱼类产品中含有不同程度的重金属，尤其是汞以及来自水污染的脂溶性污染物。那些寿命较长且位于食物链顶端的鱼类，如馬林魚、金枪鱼、鲨鱼、剑鱼、鲭鱼和软棘鱼，通常体内汞的含量较高。鯨豚類（包括鲸鱼和海豚）也会积累汞及其他污染物，因此，诸如日本人、冰岛人、挪威人和法罗群岛人等经常食用鯨魚肉的群体会容易受到汞摄入的影响。